# Paratybe snizeki
Paratybe snizeki – gatunek chrząszcza z rodziny kózkowatych i podrodziny zgrzypikowych. Jedyny przedstawiciel rodzaju Paratybe.

## Zasięg występowania
Gatunek ten występuje w Kenii.